# DR 230 sorozat

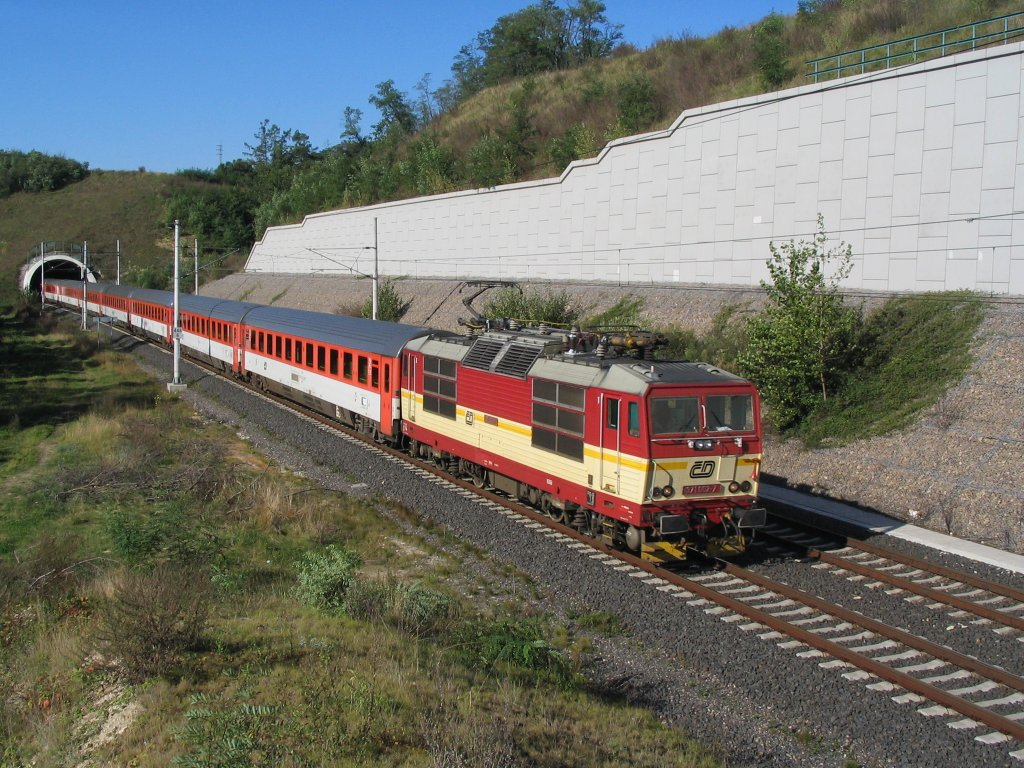
Az EC 370 (melyet a ČD 371 002 vontat) Berlin és Aarhus között, amikor elhagyja az új nagysebességű vasúti alagutat Mlčechvosty közelében

A DB 180 sorozat, eredetileg a DR 230 sorozat, egy Bo'Bo' tengelyelrendezésű többáramnemű villamosmozdony-sorozat. A prototípus 1988-ban, a sorozat 1991-ben készült el. Csehszlovákiában ČSD 371 és 372 sorozatként közlekedett, az ország felbomlása után Csehországba kerültek ČD 371 és  372 sorozatként.

## Története
A német-cseh és német-lengyel határokon túli közlekedés lebonyolítására a Deutsche Reichsbahn és a ČSD egy kétáramneműmozdony-sorozatot rendelt a Škoda Holding gyártól. A mozdonyok alkalmasak a német 15 kV 16⅔ Hz feszültségre, és a 3000 V egyenfeszültségre, az átkapcsolás egyszerű, menet közben is megtörténhet, amely szükséges mind a német-cseh, mind a német-lengyel határátmenetben, ahol a felsővezetéki rendszerhatárok a nyílt vonalon vannak kiépítve. A mozdonyok jól beváltak a határátmeneteken, ezért még napjainkban is üzemelnek.
A mozdonyok közlekedhetnek Németországban, Csehországban és Lengyelországban.

## Alkalmazás napjainkban
A DB 180 sorozat napjainkban a Deutsche Bahn teherforgalmi leányvállalatához, a DB Schenker céghez tartozik, de ennek ellenére a tehervonatokon felül menetrend szerint EuroCity és EuroNight-vonatokat is továbbít Prága-Drezda között, illetve EuroCity-vonatokat Berlin-Rzepin között.

## Lásd még
- ČD 363
- Škoda 109E

## Képgaléria

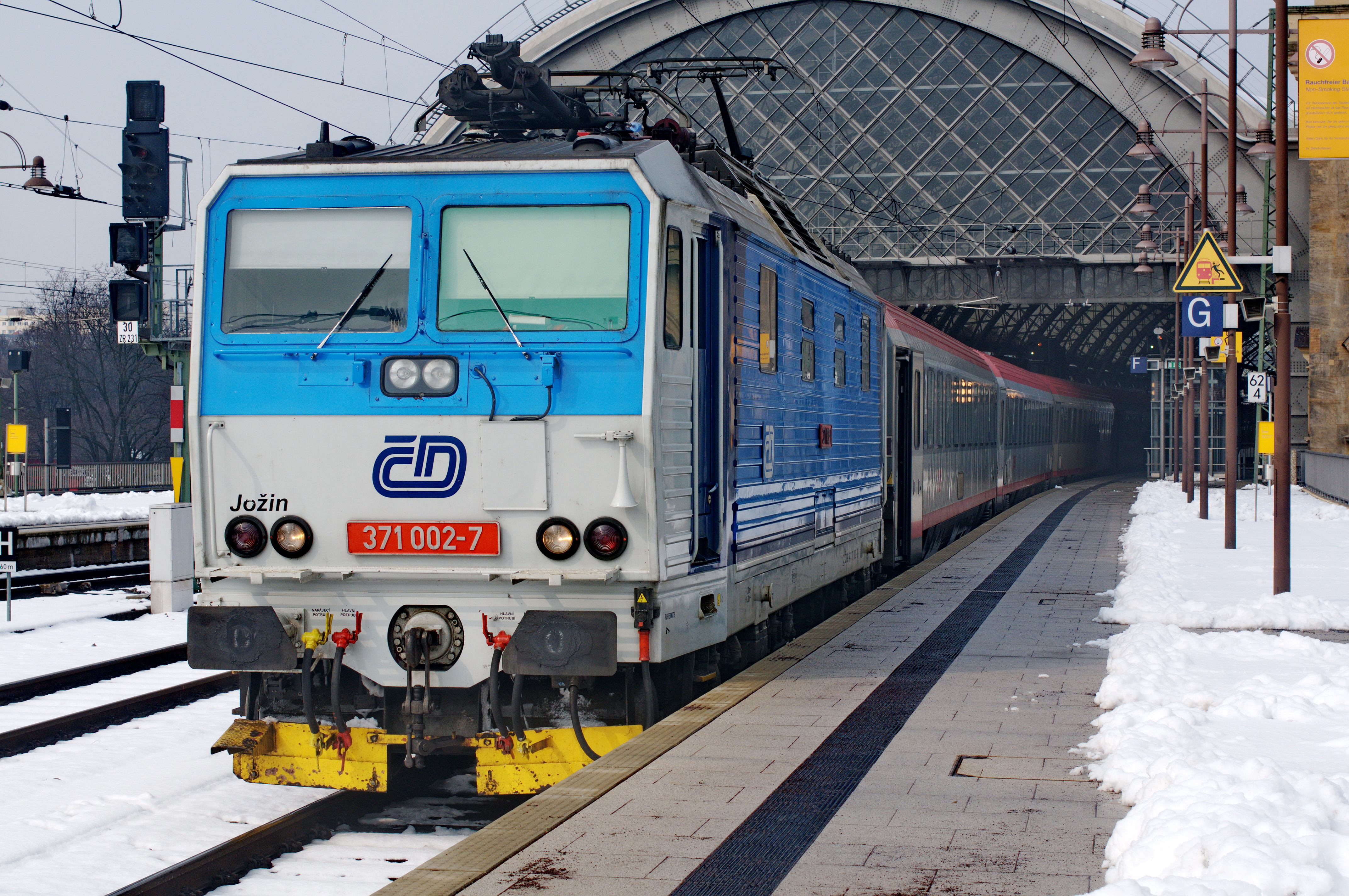
ČD 371 002-7
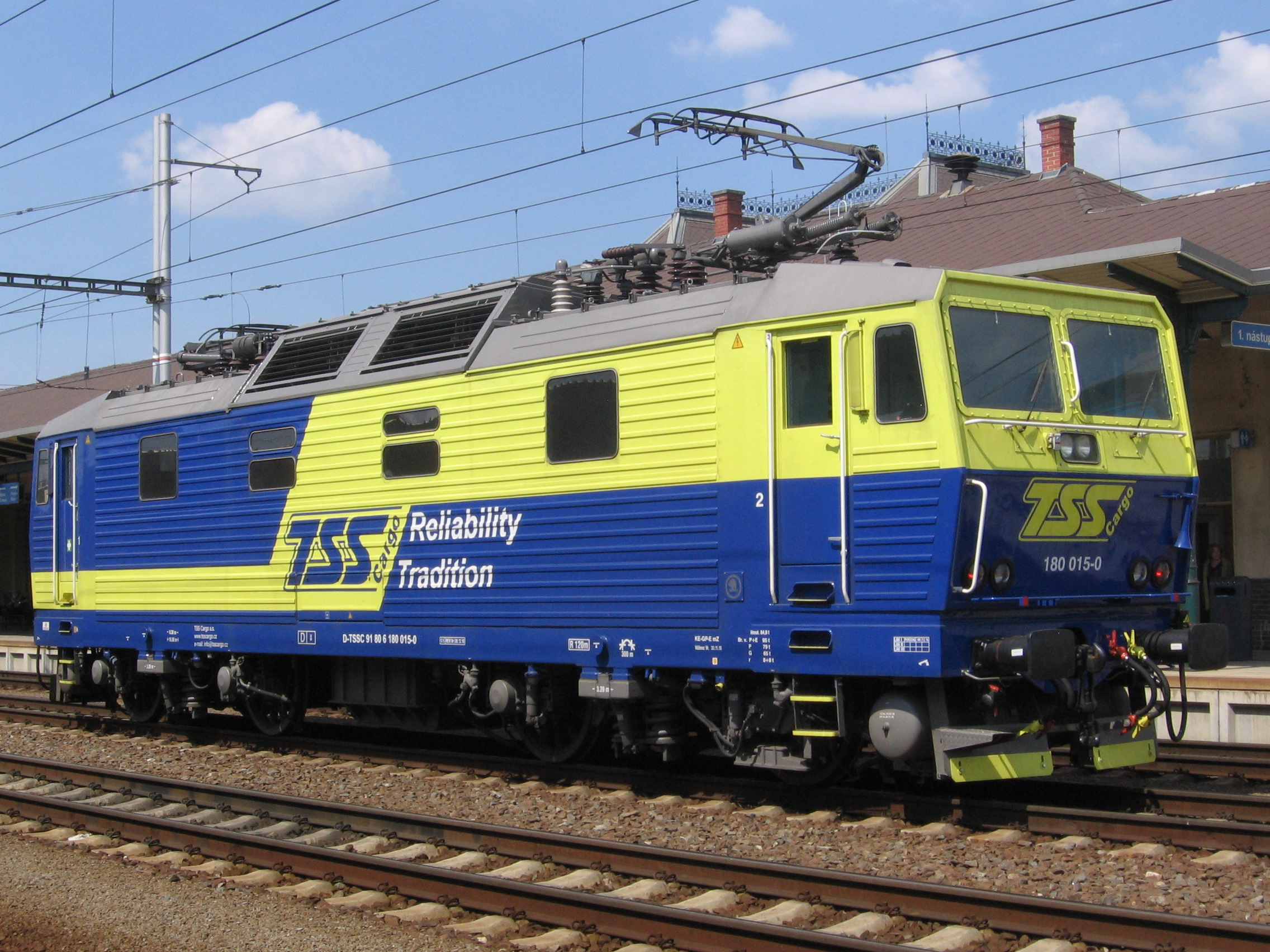
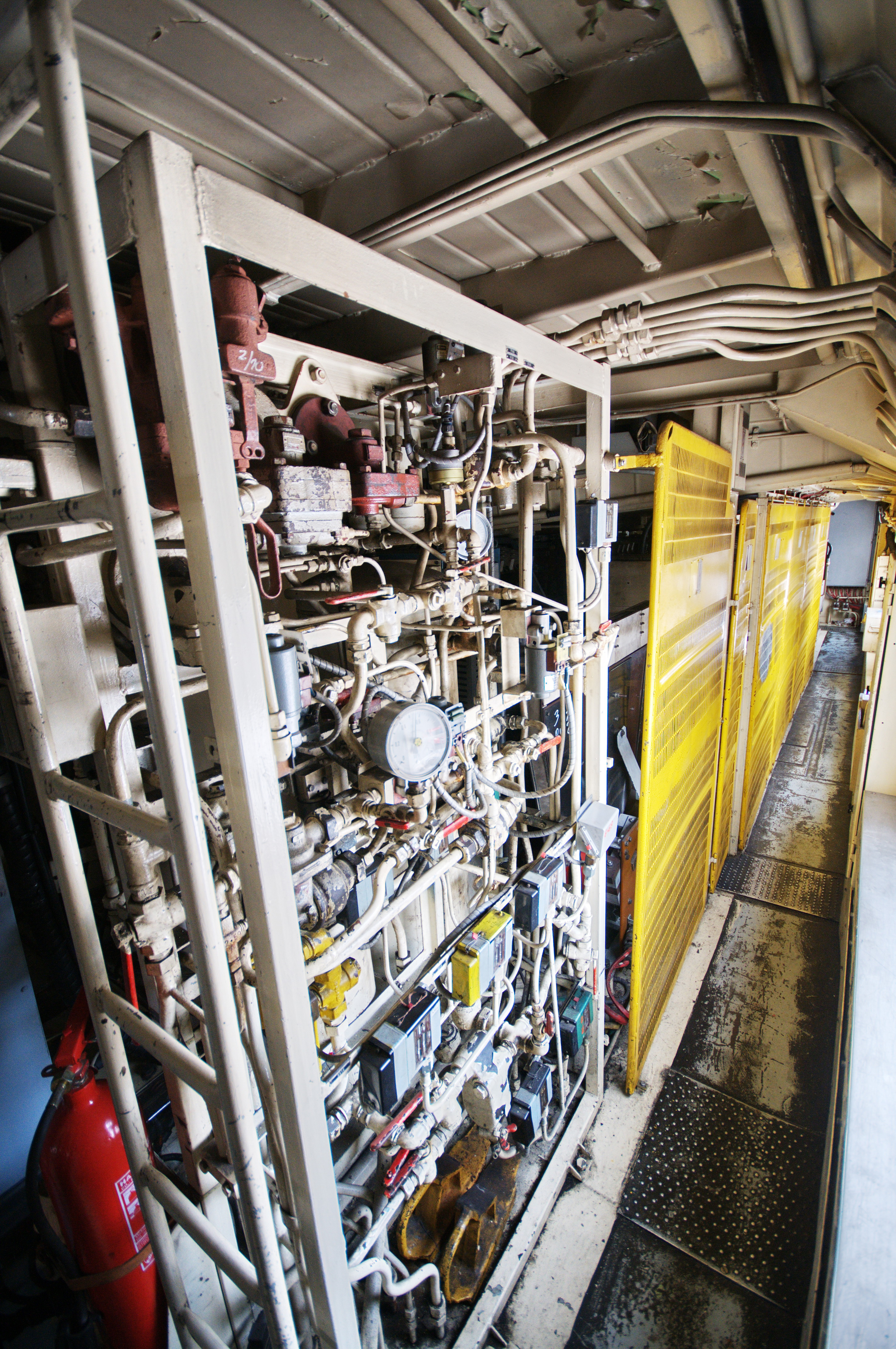